# Кемпен
Кемпен (њем. Kempen) град је у њемачкој савезној држави Северна Рајна-Вестфалија. Једно је од 9 општинских средишта округа Фирзен. Према процјени из 2010. у граду је живјело 36.187 становника. Посједује регионалну шифру (AGS) 5166012, NUTS (DEA1E) и LOCODE (DE KMP) код.

## Географски и демографски подаци
Кемпен се налази у савезној држави Северна Рајна-Вестфалија у округу Фирзен. Град се налази на надморској висини од 30 – 68 метара. Површина општине износи 68,8 km². У самом граду је, према процјени из 2010. године, живјело 36.187 становника. Просјечна густина становништва износи 526 становника/km².

## Међународна сарадња
| Мјесто         | Држава               | Врста сарадње | Од    |
| -------------- | -------------------- | ------------- | ----- |
| Ист Кембриџшир | Уједињено Краљевство | партнерство   | 1978. |
|                | Француска            | партнерство   | 1972. |
|                | Француска            | партнерство   | 1973. |
| Извор          |                      |               |       |